# Edward J. Kenney
Edward John Kenney FBA (* 29. Februar 1924 in London; † 23. Dezember 2019) war ein britischer Klassischer Philologe und Ovid-Spezialist.

## Leben
Während des Zweiten Weltkriegs leistete Kenney von 1943 bis 1946 Militärdienst bei den Royal Signals in Großbritannien und Indien. Nach seinem Studium am Trinity College der University of Cambridge wirkte er ab 1951 als Assistant Lecturer an der University of Leeds, ab 1952 als Research Fellow am Trinity College. Von 1953 bis 1991 gehörte er dem Peterhouse als Fellow an. Er lehrte weiterhin an der University of Cambridge, ab 1955 als Assistant Lecturer, ab 1960 als Lecturer, ab 1970 als Reader in Literature and Textual Criticism. Im Jahr 1967/1968 lud ihn die University of California, Berkeley als Sather Professor of Classical Literature ein.
Von 1974 bis 1982 war Kenney Kennedy Professor of Latin an der University of Cambridge. Nach seinem frühzeitigen Eintritt in den Ruhestand blieb er bis 1991 Fellow am Peterhouse College.
Kenney war von 1959 bis 1965 Mitherausgeber des Classical Quarterly und seit 1970 Mitherausgeber der Cambridge Greek and Latin Classics. Er war seit 1968 ordentliches Mitglied der British Academy und seit 1976 auswärtiges Mitglied der Niederländischen Akademie der Wissenschaften.

## Forschungsschwerpunkte
Kenney hat sich vor allem editionsphilologisch, aber auch literarisch interpretierend dem Dichter Ovid und auch anderen lateinischen Autoren (Appendix Vergiliana, Lukrez, Apuleius) zugewandt.

## Schriften
Monographie
- The Classical Text. Aspects of Editing in the Age of the Printed Book (1974, Italienische Übersetzung 1995)

Herausgeberschaften
- mit Patricia E. Easterling (Hgg.), Cambridge Greek and Latin Classics (1970ff.)
- (Hg.), Cambridge History of Classical Literature II (1982)

Editionen und Übersetzungen
- P Ouidi Nasonis Amores etc (ed. 1961, 2nd ed. 1995; Oxford Classical Texts).
- Ovidiana Graeca (ed. mit P. E. Easterling, 1965),
- Appendix Vergiliana (ed. mit W. V. Clausen, F. R. D. Goodyear, J. A. Richmond, 1966),
- Lucretius De Rerum Natura III (ed. 1971, 2nd ed. 2014),
- The Ploughman’s Lunch (Vergil, Moretum) (1984),
- Ovid, Metamorphoses (introduction and notes, 1985),
- Ovid, The Love Poems (introduction and notes, 1990),
- Apuleius, Cupid & Psyche (ed. 1990),
- Ovid, Sorrows of an Exile (introduction and notes, 1992),
- Ovid, Heroides XVI-XXI (ed. 1996),
- Apuleius, The Golden Ass (trans, introduction and notes, 1998),
- Ovidio Metamorfosi Vol IV (libri VII-IX) (2011)